# Palača Al-Faw
Palača Al-Faw (znana tudi kot Vodna palača, arabsko قصر الفاو) je palača v Bagdadu, približno 5 km od bagdadskega mednarodnega letališča v Iraku. Nekdanji iraški predsednik Sadam Husein je naročil njeno gradnjo v 1990-ih v spomin na to, da so iraške sile ponovno zavzele polotok Al-Faw med iransko-iraško vojno. Govorilo se je, da je Sadam uporabljal palačo za lov na race.

## Ozadje
Palača je dobila ime po mestu al-Faw, ki je na polotoku Al-Faw na skrajnem jugovzhodu mesta Basra. Vodni kanali iz Šat el-Araba so območje spremenili v bogato kmetijsko zemljo. Poleg tega so njegovi naftni obrati regijo spremenili v enega glavnih izvoznih izdelkov Iraka. Zaradi geografskega in strateškega pomena polotoka je med iransko-iraško vojno postal tarča iranskega nadzora. Februarja 1986 je potekala prva bitka pri al-Fawu, ki se je končala z zavzetjem iranskih enot na polotoku. Predsednik Sadam Husein je obljubil, da bo odstranil sovražnika 'za vsako ceno' in aprila 1988 je prišlo do druge bitke pri al-Fawu, ko je iraški vojski uspelo osvoboditi polotok. Po kuvajtski vojni leta 1991 je bila palača zgrajena v čast vojakom, ki so osvobodili mesto izpod iranskega nadzora. Stene znotraj palače so bile vpisane z epitafom »Zmaga in slava bojevnikom, ki so osvobodili mesto pred sovražnikom – Perzijci«. Kljub sankcijam ZN proti Iraku je bilo projektu predanih 2000 delavcev. Pri gradnji palače so sodelovali obrtniki iz Maroka, Egipta in Sudana ter iraški kaznjenci, ki so zagotovili večino fizičnega dela. Palača je bila obdana z velikim jarkom in razkošnimi vilami v elitnem slogu. Med vilami je bila vila al-Az, ki je bila zgrajena za Sadamovo mamo.

## Arhitektura in opis
Palača stoji sredi umetnega jezera, ki se odcepi od reke Tigris z velikim mostom, ki je njen edini dostop. Zunanjost je kamnita. Območje okoli palače je vsebovalo vile, soma in krapa pa se je uporabljalo kot rezervat za lov in ribolov. Glavna vrata palače so visoka 10 metrov z obokanimi stropi in marmornimi tlemi. Zunanjost vključuje italijanski marmor, ki pokriva vse površine. Pozlato najdemo v vsaki kopalnici. Stropi so visoki 25 čevljev z okrašenimi lestenci, ki visijo z njih. Palača vključuje rotundo osmerokotne oblike, ki je velika tri nadstropja in vključuje 2,56 luči. Sadamove začetnice so vgravirane na stenah, stebrih in stropih palače.

## Zgodovina po invaziji pod vodstvom ZDA leta 2003

### Vojna v Iraku (2003 – 2011)
Palača Al-Faw stoji v nekdanjem letoviškem kompleksu približno 5 kilometrov od zelene cone, ki se zdaj imenuje mednarodna cona ali IZ. Kompleks vsebuje številne vile in manjše palače, v katerih so bile nekoč največje ameriške/koalicijske baze v Iraku (Camp Victory/Camp Liberty). Palača vsebuje več kot 62 sob in 29 kopalnic. Palača Al-Faw je bila prva palača, v katero so vstopile ekipe ZN, ko so iskale orožje za množično uničevanje, a ga niso našle. Palača je bila leta 2003 bombardirana med ameriško invazijo na Irak z F-16 kot 'razkazovanje sile', vendar je Sadam vedel, da bodo njegove palače tarče bombardiranja. Posledično je veliko pohištva shranil v nevpadljiv kompleks v Bagdadu. V nekem trenutku je bila palača uporabljena kot zapor za Huseina po njegovem prijetju konec leta 2003. Aprila 2003 so zdaj zapuščeno in uničeno palačo, v kateri so bile potepuške koze, prevzele ameriške sile pod poveljnikom Davidom D. McKiernanom.
Številne sobe so bile spremenjene v pisarne, po letu 2004 pa je bila palača uporabljena kot poveljstvo večnacionalnih sil v Iraku (MNF-I), skupaj s skupnim operativnim centrom (JOC), ki je leta služil kot »Nadzor misije« za Večnacionalni korpus – Irak (MNC-I) in vsi operativni vidiki operacije Iraška svoboda. Okoli palače je umetno jezero, ki ima posebno pasmo velikega brancina, imenovanega Sadamov bas,  pa tudi velike krape. Sadam je prej palačo uporabljal za lovske odprave na race.
Zaradi zelo majhne škode na palači Al-Faw in drugih strukturah, ki so na območju, kjer je bil Camp Victory, se na splošno domneva, da so načrtovalci invazije leta 2003 nameravali to območje uporabiti kot sedež in glavno oporišče po zavzetju in zasedba Bagdada. Palača je obdana z visokim obzidjem z vnaprej zgrajenimi varnostnimi stolpi, kar prispeva k lažjemu vzdrževanju nadzora in varnosti nekdanjega letovišča.
Leta 2009 je komik Stephen Colbert gostil teden The Colbert Report iz palače v sodelovanju z United Service Organisations.
1. septembra 2010 je v palači potekala slovesnost zamenjave poveljstva v počastitev konca vojne v Iraku. Posledično je bila ameriška zastava spuščena, iraška zastava pa je ostala sama, da bi plapolala pred palačo. Nekdanji podpredsednik Joe Biden je podal pripombe v imenu Združenih držav in oznanil, da je operacija Iraška svoboda končana, a se bo sodelovanje ZDA v Iraku nadaljevalo kot operacija Nova zora.

### palača danes
Palača je bila obnovljena leta 2018 in je bila izbrana za sedež nove univerze. Februarja 2021 je bila odprta zasebna ameriška univerza v Bagdadu, ki je obljubila izobraževalni sistem v ameriškem slogu in je bila ustanovljena v palači Al-Faw ter v različnih objektih okoli palače.